# Ottawa Senators
Los Ottawa Senators (en francés, Sénateurs d'Ottawa; en español, Senadores de Ottawa) son un equipo profesional de hockey sobre hielo de Canadá con sede en Ottawa, Ontario. Compiten en la División Atlántico de la Conferencia Este de la National Hockey League (NHL) y disputan sus partidos como locales en el Canadian Tire Centre.
El equipo fue fundado en 1992 y toman su nombre de los Ottawa Senators originales, franquicia que fue fundada en 1883 y que compitió en la NHL entre 1917 y 1934 ganado un total de once Copas Stanley. Los Senators actuales no han heredado su historia.

## Historia

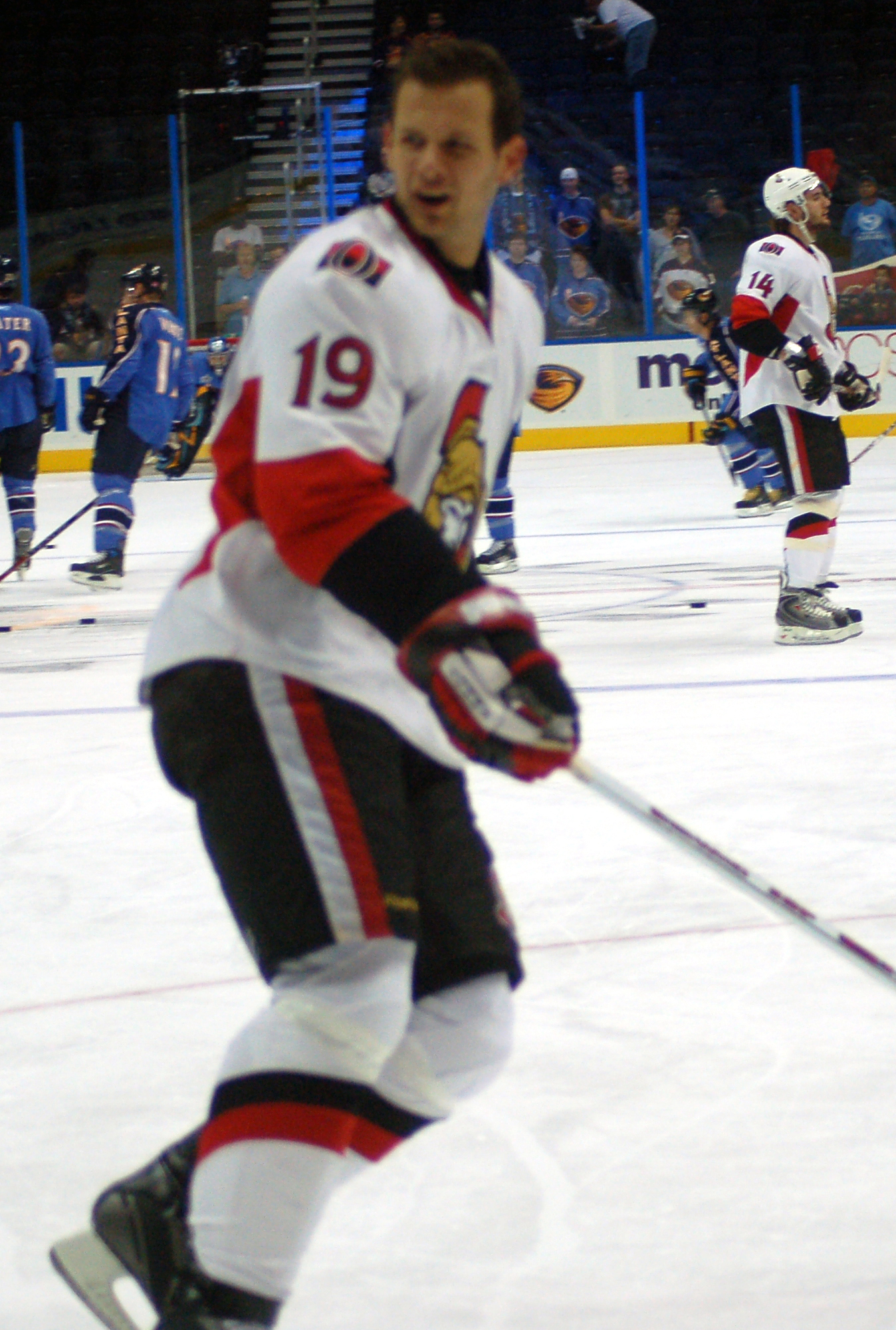
Jason Spezza con la equipación de Ottawa Senators.

### Orígenes de la franquicia
Ottawa fue una de las primeras ciudades canadienses en contar con un equipo profesional. Los Ottawa Senators originales, fundados en 1883, comenzaron a disputar diversos campeonatos de la Liga amateur de hockey de Canadá. El primero de ellos, en un principio conocidos como Ottawa Silver Seven, ganó la Stanley Cup en 1903. En aquella época, otros equipos podían desafiar al campeón a un duelo por el campeonato. Los Silver Seven ganaron nueve retos, manteniendo la copa hasta 1906. Entre sus estrellas estaban el guardameta Clint Benedict y los delanteros Cy Denneny y Frank Nighbor.
Su éxito en los torneos le permitió convertirse al profesionalismo en la década de 1910, y ser uno de los equipos fundadores de la National Hockey League en 1917. Pero, con la expansión del campeonato hacia Estados Unidos en la década de 1920, los Senators no pudieron afrontar los costes. La franquicia terminó siendo trasladada en 1934 a la ciudad de San Luis (Misuri), y desapareció un año después.
Cincuenta años después, varios empresarios de Ottawa decidieron presentarse para solicitar una nueva franquicia en la ciudad. Bruce Firestone, empresario dedicado a bienes inmuebles, convenció a otros inversores para poner un capital común con el que poder optar a una franquicia y devolver el hockey profesional a la ciudad, mediante una importante campaña para convencer a los ciudadanos. En diciembre de 1990, la NHL garantizó a Ottawa una de las dos franquicias de expansión del campeonato para comenzar a jugar en la temporada 1992.

### Los nuevos Ottawa Senators
Aunque debutaron con victoria en su primer partido, celebrado el 8 de octubre de 1992 ante Montreal Canadiens, la primera temporada de los Senators fue desastrosa, con un récord negativo de 10-70-4 y 24 puntos. Los diferentes cambios en la dirección deportiva no surtieron efecto, y desde las temporadas de 1992 a 1996 Ottawa terminó en la última posición del global de la liga. Los aficionados comenzaron a cansarse de los resultados, y el equipo pasó por una situación de inestabilidad deportiva.
A partir de 1996, el equipo experimenta una importante mejoría; Jacques Martin llega como técnico, y las diferentes primeras elecciones de draft que el equipo fue contratando después de sus malas campañas (por ejemplo, Alexei Yashin) comenzaron a destacar en el campeonato. Con un sistema de juego basado en la defensa, en 1996-97 alcanzan por primera vez los playoff, cayendo en la primera ronda. En 1999 consiguen su primer campeonato de división, algo que volverían a lograr en 2001, 2003 y 2006.
El eqiupo entró en bancarrota en el año 2003, aunque la situación deportiva continuaba siendo buena. Ese mismo año el empresario farmacéutico Eugene Melnyk compró el equipo, con la intención de lograr una estabilidad deportiva y financiera. Aunque el equipo pasaba la liga regular, tras una nueva derrota en los playoff Jacques Martin fue despedido, y Ottawa contrató a Bryan Murray como director general.
Murray realizó una remodelación en la plantilla, y contrató al portero Dominik Hašek como agente libre. La huelga de la NHL durante la temporada 2004-05 sirvió para que los Senators pudieran concluir su reestructuración. En la temporada 2006-07 Ottawa se proclama campeón de la Conferencia Este con un equipo dominado por el portero novato Ray Emery, y los jugadores de campo Daniel Alfredsson, Dany Heatley y Jason Spezza. Fue la primera vez en ochenta años que la ciudad de Ottawa optaba de nuevo a una Stanley Cup, por lo que sus aficionados se volcaron con el equipo. Sin embargo, perdieron la final ante unos Anaheim Ducks que supieron cortar la línea ofensiva (CASH) de los Sens.
Después de llegar a la final, Ottawa atravesó varios cambios en su plantilla y dirección deportiva. Con la venta de varios jugadores, el equipo pasó por una fase de reconstrucción.

## Equipación

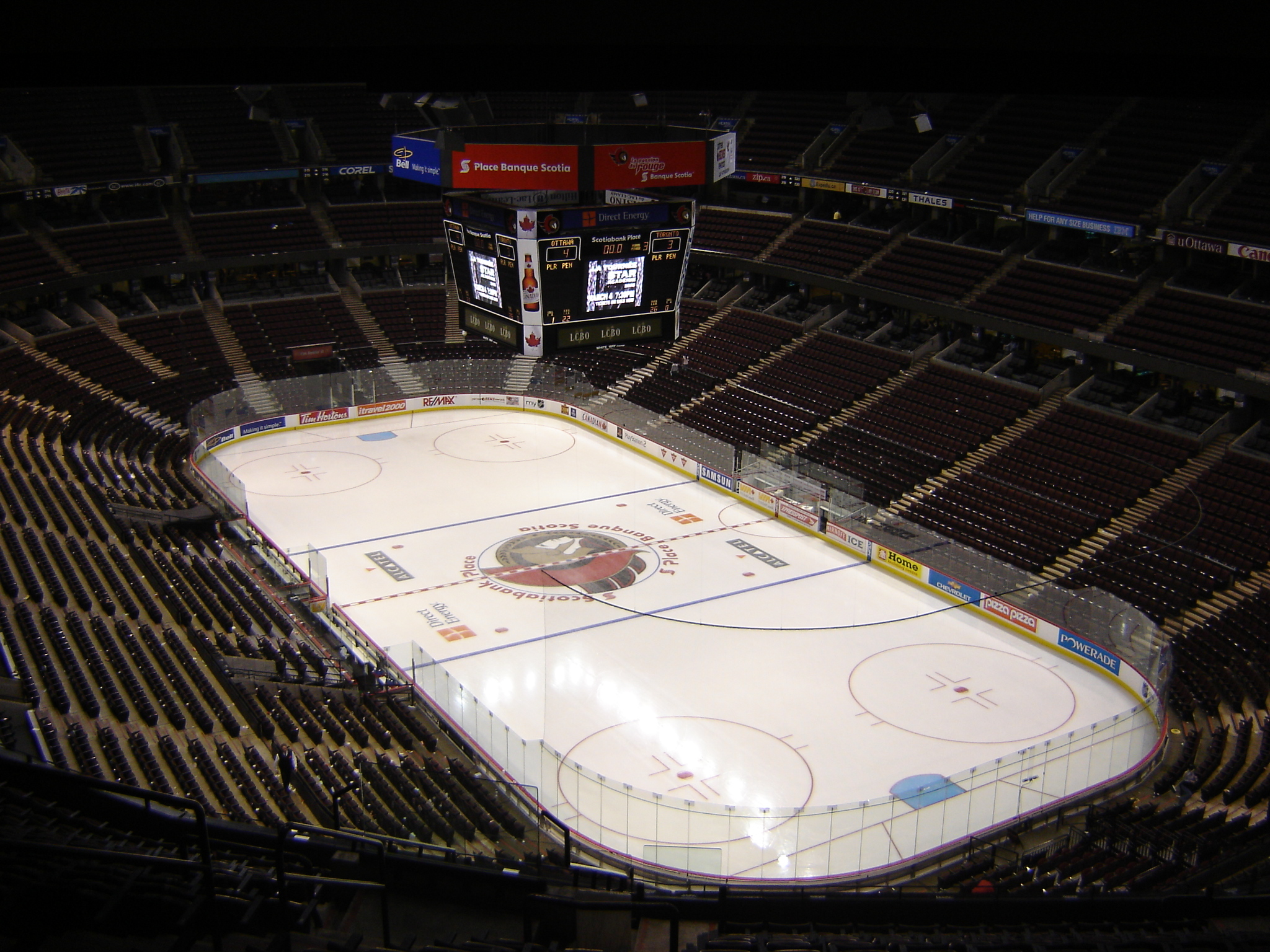
Interior del Scotiabank Place vacío. Puede observarse el escudo antiguo del equipo en el centro del rink.

Los colores oficiales de los Senators son el rojo, empleado para los partidos en casa, el blanco para los encuentros fuera, y el negro como equipación alternativa. Su escudo es el rostro de un centurión, y su mascota es Spartacat.
El nombre de la franquicia se lo deben al equipo original, Ottawa Senators (Senadores de Ottawa) y, a pesar de ser dos franquicias completamente distintas, el equipo de la NHL ha hecho varios guiños a la formación original en sus equipaciones.

## Estadio
Los Senators disputan sus partidos como locales en el Scotiabank Place (conocido originalmente como The Palladium), que se inauguró en el año 1996 y cuenta con capacidad para 20.655 espectadores. Además de hockey, puede albergar otros eventos como lacrosse y baloncesto.
Ottawa es una de las ciudades con más afición por el hockey. La asistencia al arena de los Senators es la tercera de todos los equipos de la NHL en el año 2008, y cuentan con varios grupos de animación como los Sens Army.